# Абдэл
Абдэл (Абдилити; «служитель [божественной] коровы»; финик. Abd‘el или финик. ‘Ab-di-li-i-ti) — царь Арвада в конце VIII века до н. э.

## Биография
О происхождении Абдэла сведений в исторических источниках не сохранилось. В ассирийских надписях он назван правителем Арвада в самом конце VIII века до н. э. Неизвестно, когда Абдэл получил власть над этим городом-государством. Предыдущим известным по имени арвадским царём был Матанбаал II, правление которого датируется 740-ми годами до н. э. По свидетельствам ассирийских источников, приблизительно в 738 и 720 годах до н. э. арвадцы участвовали в восстаниях против правителей Ассирии. В обоих случаях неназванные по именам цари Арвада должны были покориться верховной власти ассирийских монархов: в первом случае Тиглатпаласара III, во втором — Саргона II. Был ли Абдэл как-то связан с этими событиями, в источниках не упоминается.
Единственное достоверное свидетельство об Абдэле — его участие в антиассирийском восстании, о чём сообщается в надписи на Призме Синаххериба. В этом мятеже также участвовали царь Иудеи Езекия, царь Тира и Сидона Элулай, царь Библа Урумилк I, царь Цумура Менахем, царь Ашдода Митинти и царь Ашкелона Сидкия. О том, примкнули ли к восстанию царь Аммона Буду-илу, царь Моава Камусу-надби и царь Эдома Айарам, сообщаются различные сведения. Первые шаги к освобождению от власти ассирийцев мятежные правители предприняли в 704 году до н. э., прекратив выплату дани только что взошедшему на престол Синаххерибу. В течение трёх лет ассирийский царь был отвлечён борьбой с другими своими врагами, и только в 701 году до н. э. он смог выступить с войском в Финикию. Ассирийская армия быстро подавила восстание: войско союзных правителей было разгромлено, а в их землях пленены 208 000 мятежников, часть из которых затем была переселена в Месопотамию. После поражения восставших царь Элулай бежал на Кипр, и о его дальнейшей судьбе достоверно ничего не известно. Другие же финикийские владетели (включая царей Абдэла и Урумилка I) должны были приехать в разбитый около Палетира лагерь Сенаххериба и на коленях просить ассирийского монарха о прощении. С разрешения Синаххериба они сохранили свои владения, но должны были выплатить царю дань сразу за четыре года.
О дальнейшей судьбе Абдэла сведений не сохранилось. Следующим известным из источников царём Арвада был Матанбаал III, правление которого датируется 670-ми годами до н. э.